# Fernando Pierucci
Fernando Javier Pierucci (nascut el 28 de novembre de 1979 a Arteaga) és un antic futbolista professional argentí.
Va jugar a nivell professional a Primera Divisió Argentina amb el Rosario Central i el Club Almagro.